# Cancro cítrico
O cancro cítrico é uma doença de plantas cítricas que ataca os tecidos vegetais, causada por bactérias do gênero Xanthomonas.
De um modo geral, ocorre de forma severa em regiões onde o clima no verão é quente e úmido, manifestando-se em folhas, frutos e ramos através da formação de lesões necróticas. Os sintomas geralmente são muito característicos, mas podem variar de acordo com o órgão afetado e idade de quando infectado pela bactéria. [carece de fontes?], diversas medidas de controle vêm sendo empregadas no intuito de reduzir os prejuízos causados por esta doença. Exclusão e erradicação têm sido as medidas básicas adotadas para prevenir e controlar o cancro cítrico em vários países, principalmente no Brasil e nos Estados Unidos, os dois maiores produtores mundiais de citros. No Brasil essa doença está restrita aos Estados de São Paulo, Paraná, Santa Catarina, Rio Grande do Sul e Mato Grosso do Sul.
Porém, já foi relatada no Nordeste, no Rio Grande do Norte.